# Schwarzer Regen (Fluss)
Der Schwarze Regen ist der linke und südöstliche Quellfluss des Regen in den Landkreisen Regen (Niederbayern) und Cham (Oberpfalz) in Bayern. Er entsteht in Zwiesel durch Zusammenfluss von Großem und Kleinem Regen und wird hydrologisch (wegen seiner Größe) und hydrographisch (wegen seiner Länge) als Hauptstrang und nur als ein Nebennamen des gesamten Flusses Regen angesehen.

## Geographie

### Verlauf

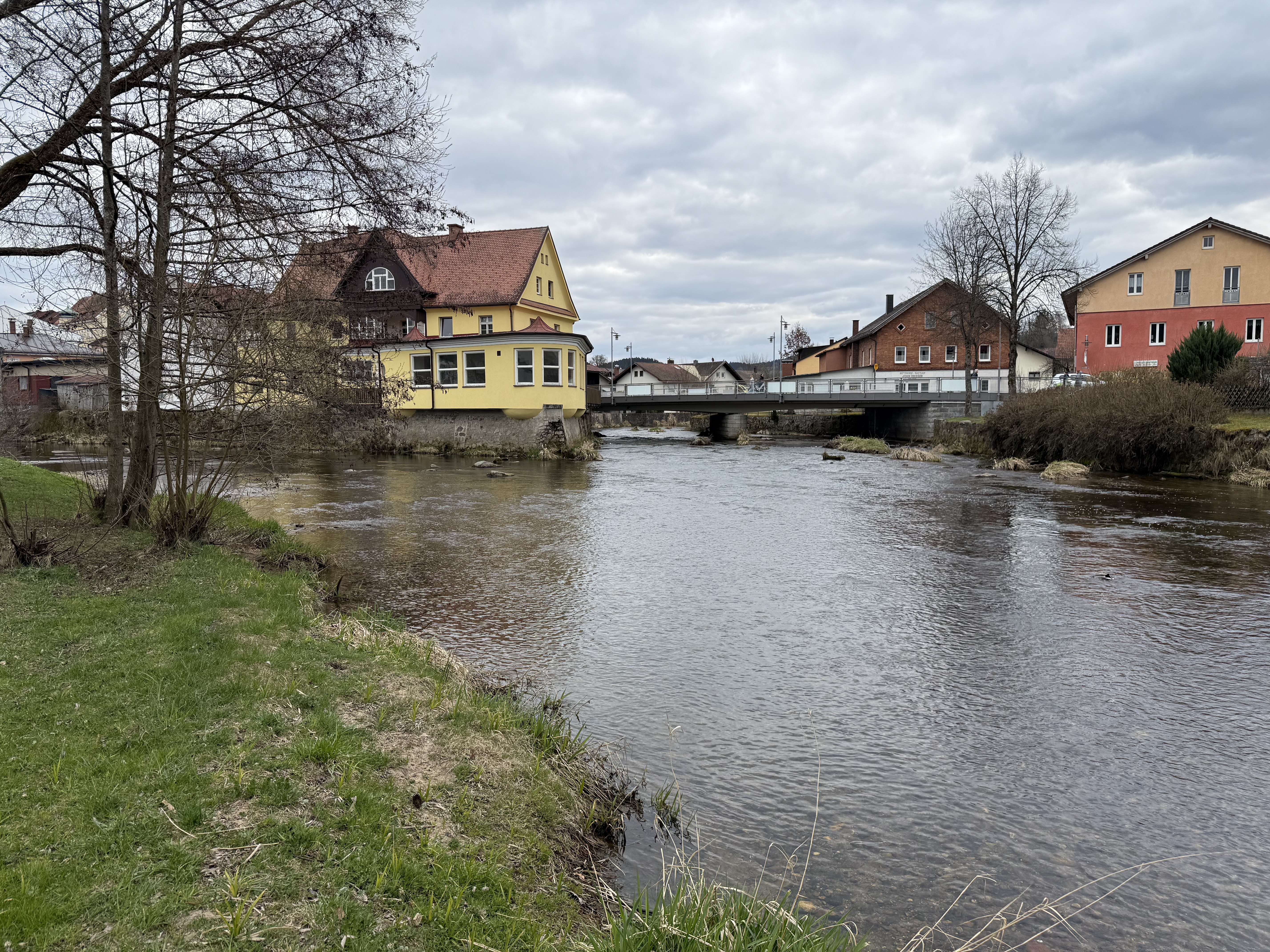
Entstehung des Schwarzen Regen durch Zusammenfluss von Großem Regen (links) und Kleinem Regen (hinten)

Nach dem Zusammenfluss seiner Quellflüsse fließt der Schwarze Regen Richtung Südwesten und vor der Kreisstadt Regen durch den Regener See. Danach knickt er nach Nordwesten ab verläuft bis nach Viechtach durch eine abgelegene Landschaft, die aufgrund ihres Erscheinungsbildes gerne als „Bayerisch Kanada“ bezeichnet wird. Hier liegen die beiden Wildwasserabschnitte Bärenloch und Altriegel (Gumpenrieder Schwall), die bei Kanufahrern sehr beliebt sind. Für die beiden Abschnitte, in denen schon einige zu Tode kamen, sind Erfahrung und Wildwasser-Ausrüstung erforderlich, im Bärenloch sind Rettungsweste und Helm Pflicht.
Nach einem Laufabschnitt durch unbesiedeltes Gebiet fließt er durch Teisnach, wo der gleichnamige Fluss in den Schwarzen Regen mündet. Im Ort ist die Papierfabrik Teisnach angesiedelt, die der Fluss mit Wasser für das Papier versorgt. Weiter unterhalb nach Viechtach verläuft der Schwarze Regen durch zwei Stauseen. Er durchfließt erst den Höllensteinsee, passiert danach die Regierungsbezirksgrenze von Niederbayern zur Oberpfalz und läuft anschließend durch den Blaibacher See. Unterhalb davon, zwischen Bad Kötzting und Blaibach vereinigt er sich als längerer (insg. 84 km) und wasserreicherer (20,7 m³/s) Quellfluss mit dem Weißen Regen (38 km, 4,5 m³/s) zum Regen.

### Zuflüsse
- Großer Regen (rechter Oberlauf)
- Kleiner Regen (linker Oberlauf)
- Michelsbach (rechts, bei Langdorf-Reisachmühle)
- Tausendbach (links, bei Zwiesel-Zwieselberg)
- Schwarzach (links, bei Langdorf-Froschau)
- Höllgraben (links, bei Regen-Bettmannsäge)
- Rinchnacher Ohe (links, bei Regen-Rinchnachmündt)
- Krampersbach (rechts, Regen)
- Steinzenbach (links, Regen)
- Schlossauer Ohe, (links, Regen-Oleumhütte)
- Mühlbach (links, Regen-Oleumhütte)
- Galgenbach (rechts, bei Regen-Wickersdorf)
- Schwemmbach (links, bei Regen-Sallnitz)
- Salitzerbach (links, bei Teisnach-Sohl)
- Steffelbach (rechts, bei Böbrach-Oberauerkiel)
- Auerkielbach (rechts, bei Böbrach-Unterauerkiel)
- Rothbach (rechts, bei Böbrach-Haidsberg)
  - Moosbach (rechts, bei Bodenmais)
- Teisnach (links, bei Teisnach)
- Asbach (rechts, bei Drachselsried-Bühlhof)
- Gumbach (rechts, bei Viechtach-Rittmannsberg)
- Wiesingerbach (rechts, Viechtach-Sägmühle)
- Aitnach (links, bei Viechtach-Schnitzmühle)
- Riedbach (links, bei Viechtach-Rugenmühle)
- Eberbach (rechts, bei Viechtach-Pirka)
- Lammerbach (rechts, nach Pirka im Abschnitt durch den Höllensteinsee)
- Prackenbach (links, bei Prackenbach-Ehrenhof) im Abschnitt durch den Höllensteinsee
- Höllensteiner Bach (rechts, bei Viechtach-Höllenstein) im Abschnitt durch den Höllensteinsee
- Augraben (rechts, gleich nach dem Höllensteinsee)
- Krailinger Bach (links, bei Prackenbach-Ahrain) nach dem Höllensteinsee
- Haberbach (rechts, bei Bad Kötzting-Hafenberg) im Abschnitt durch den Blaibacher See